# Tour Jean-sans-Peur
La tour Jean-sans-Peur ou tour de Jean sans Peur est une tour de fortification édifiée à Paris au XVe siècle par le duc Jean Ier de Bourgogne, dit « Jean sans Peur ». Elle est située au 20, rue Étienne-Marcel, dans le 2e arrondissement.
Elle constitue le dernier vestige de l'hôtel des ducs de Bourgogne.
L'hôtel, adossé à l'enceinte de Philippe Auguste, avait été construit par Robert II d'Artois à la fin du XIIIe siècle. Il est ensuite propriété des ducs de Bourgogne par héritage jusqu'à la mort en 1477 de Charles le Téméraire.
Le roi François Ier offre à Diegue de Mandosse la partie orientale du domaine incluant la tour Jean-sans-Peur. C’est pour cette raison que la tour fut parfois appelée « hôtel de Mandosse ».
L'hôtel tombe en désuétude. C'est en 1866–1868, lors du percement de la rue Étienne-Marcel, que l'on redécouvre la tour. Elle est alors classée au titre des monuments historiques par un arrêté du 29 septembre 1884, puis restaurée en 1893.
Depuis 1999, la tour est ouverte au public.

## Contexte historique de la construction de la tour

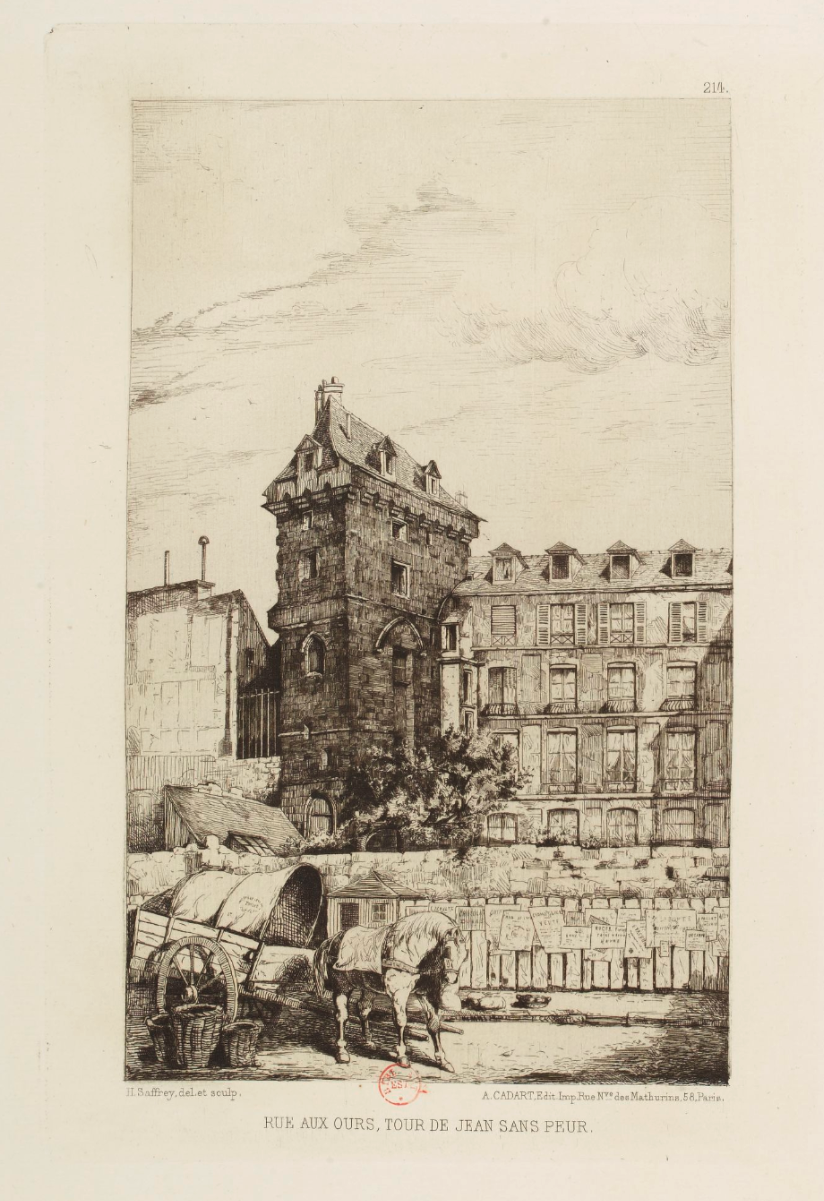
Henri Alexandre Saffrey : Rue aux Ours - Tour de Jean-sans-Peur (eau-forte, 1873).

Le roi Charles VI est sujet à partir de 1392 à des accès de folie, pendant lesquels les membres de la famille royale sont amenés à intervenir dans le gouvernement. Les oncles de Charles VI sont de puissants princes car dotés d'importants apanages. Par ailleurs Charles VI a un frère ambitieux Louis Ier d'Orléans qui entre rapidement en conflit avec le plus puissant de ses oncles Philippe II de Bourgogne, dit « le Hardi ».
La mort du duc de Bourgogne permet dans un premier temps au duc d'Orléans de prendre le contrôle du gouvernement car le successeur de Philippe Le Hardi, Jean Ier de Bourgogne, dit « Jean sans Peur », est très occupé par l'importante succession que lui laissent ses parents. Mais le nouveau duc de Bourgogne ne se laisse pas faire pour autant et, constatant que les démonstrations de force ne suffisent pas, organise l'assassinat de Louis d'Orléans en 1407.
La construction de la tour de 1409 à 1411 est donc à resituer dans le cadre de la politique de Jean sans peur, qui vise à affirmer son pouvoir dans la capitale, voire à se protéger contre l'hostilité que suscite son action déterminée. En effet, Charles Ier d'Orléans demande bientôt justice pour son père, s'allie en 1410 à Bernard VII d'Armagnac et reçoit le soutien d'autres branches de la famille royale.
La guerre civile entre Armagnacs et Bourguignons est alors enclenchée. Jean sans Peur élimine Bernard d'Armagnac en 1418, poussant le dauphin Charles VII à fuir Paris pour Bourges : ce dernier et ses successeurs délaisseront la capitale jusqu'en 1594. Le duc de Bourgogne est lui-même assassiné en 1419 lors de l'entrevue de Montereau. Son fils Philippe le Bon s'engage alors dans une alliance avec la couronne d'Angleterre qui durera jusqu'en 1435.

## Double fonction de la tour

### Un donjon
En conflit avec son rival Louis d'Orléans, Jean sans Peur a entrepris l'édification de la tour pour montrer bien haut sa puissance dans la capitale du royaume. Figure encore dans la décoration le rabot, emblème qu'il avait adopté contre celui de son adversaire, la massue.
Dans sa partie supérieure, le donjon a été doté de créneaux et de mâchicoulis qui protégeaient l'accès à deux « chambres de sûreté » superposées très bien éclairées par des fenêtres, chacune chauffée par une cheminée et munie d'un réduit pour les commodités.

### Un escalier de service
Dans la partie inférieure du donjon, l'escalier desservait les trois étages de l'aile ouest de l'hôtel de Bourgogne (aujourd'hui disparue).
Au dessus de l'entrée, un entresol assurait la communication avec :
- d'une part l'aile est de l'hôtel de Bourgogne (aujourd'hui également disparue) ;
- d'autre part la courtine du rempart de Philippe Auguste, à l'époque déjà désaffectée du fait de la construction du rempart de Charles V : le duc de Bourgogne se ménageait ainsi une seconde voie discrète de communication avec l'extérieur.

## Éléments remarquables
- Vestiges de l'enceinte de Philippe Auguste.

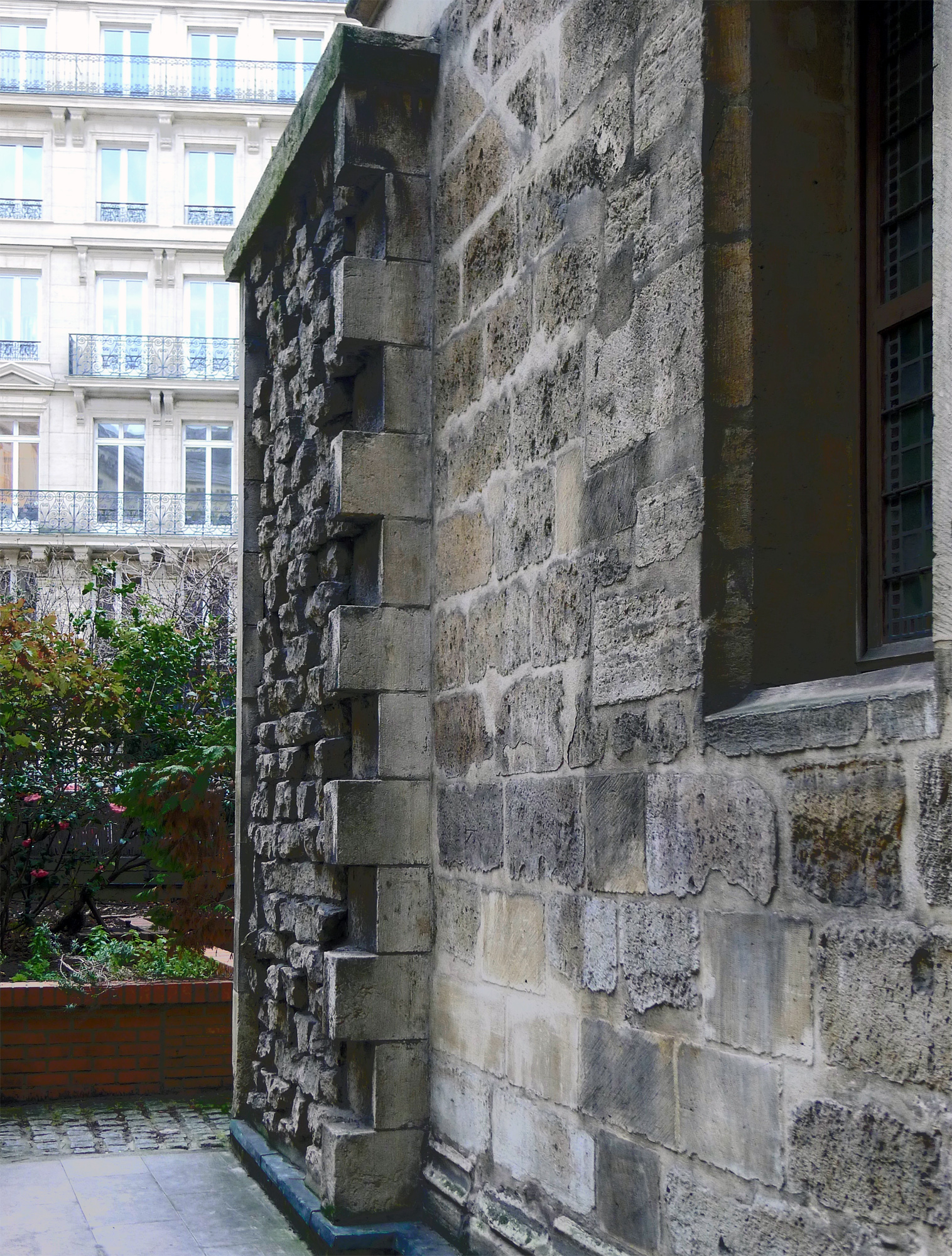

- Le grand escalier à vis, inspiré par celui qu'avait fait construire Charles V au Louvre (aujourd'hui disparu).

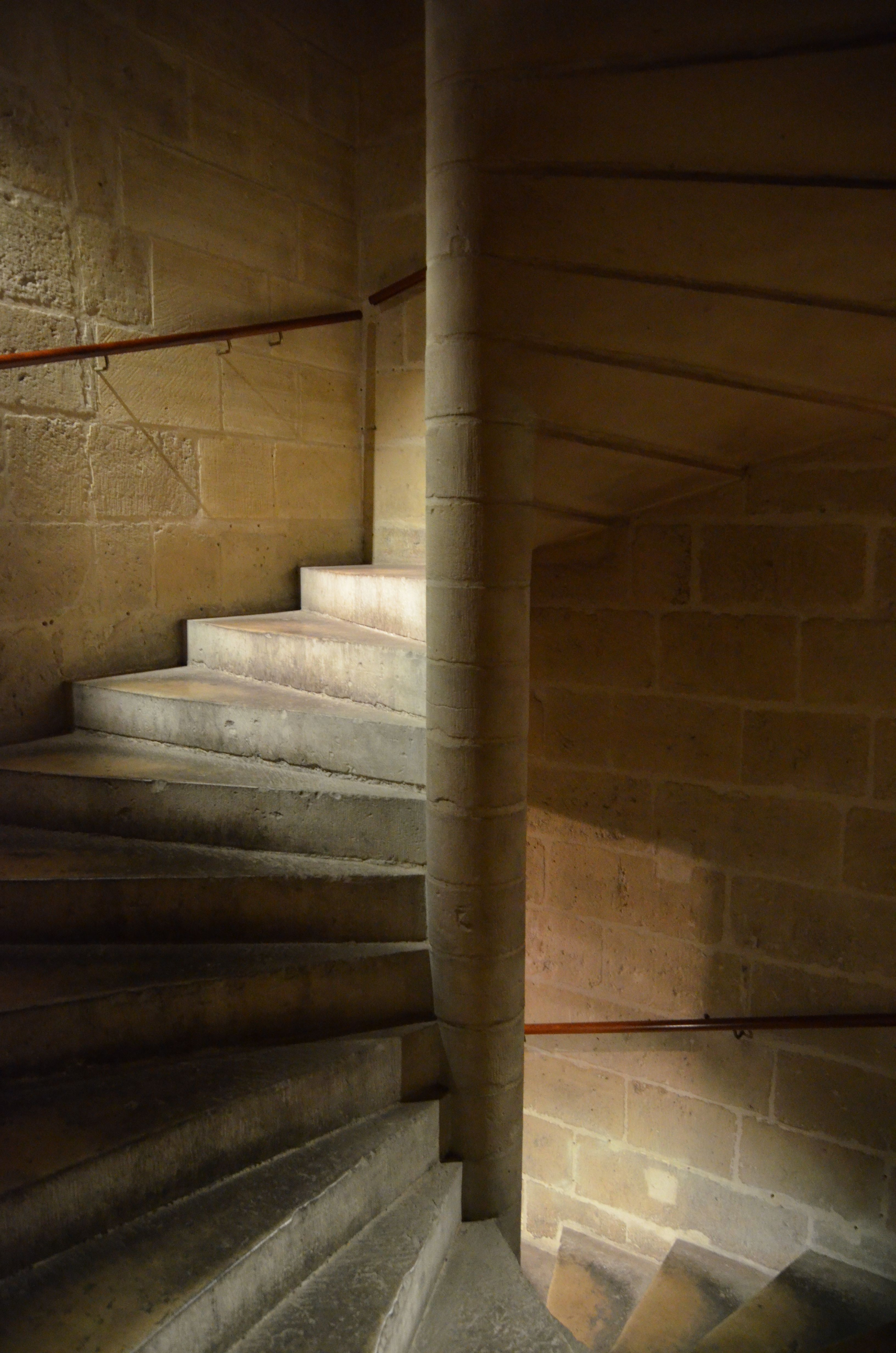
Le 2e escalier à vis, dans la partie la plus élevée de la tour.
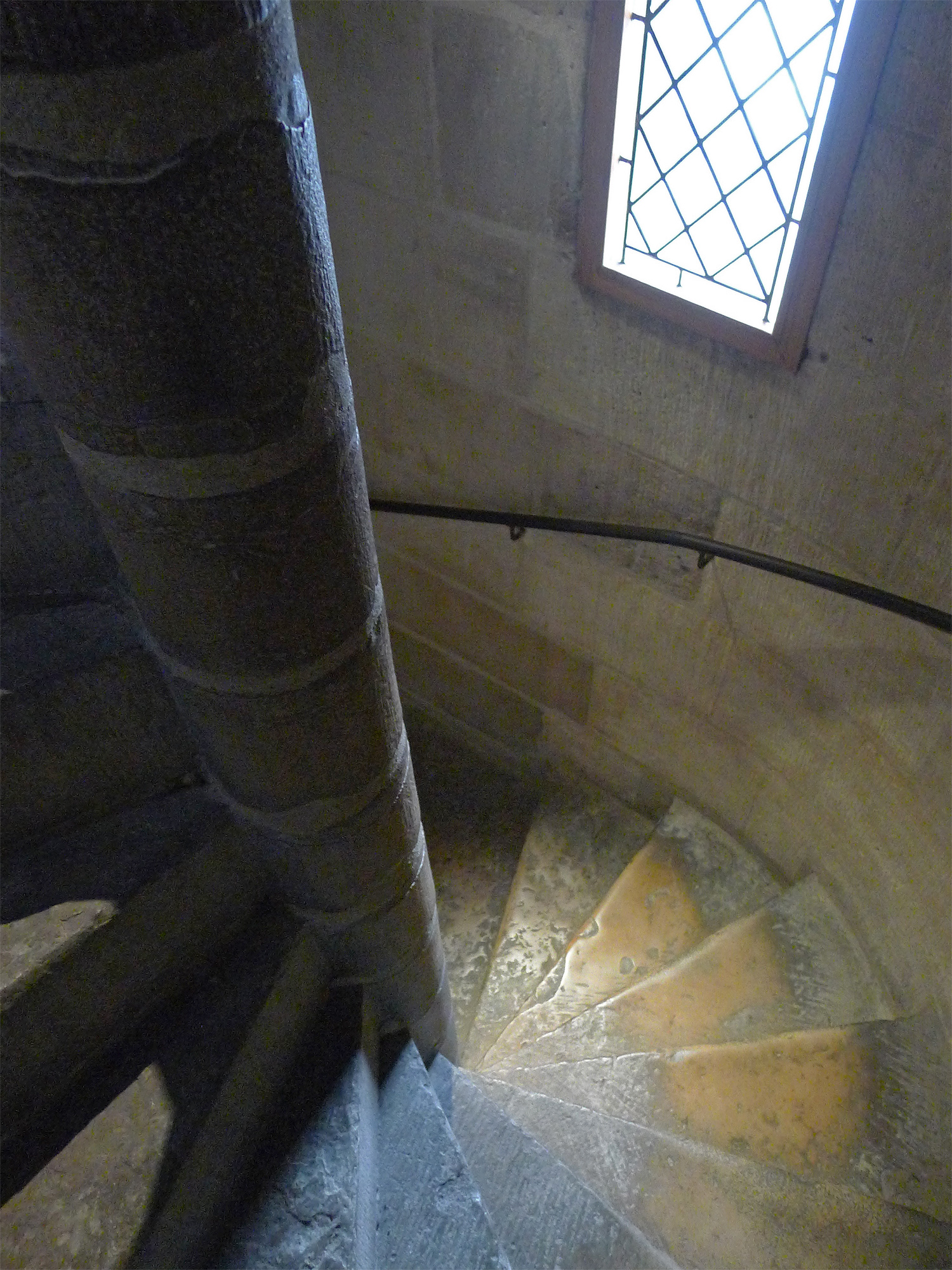
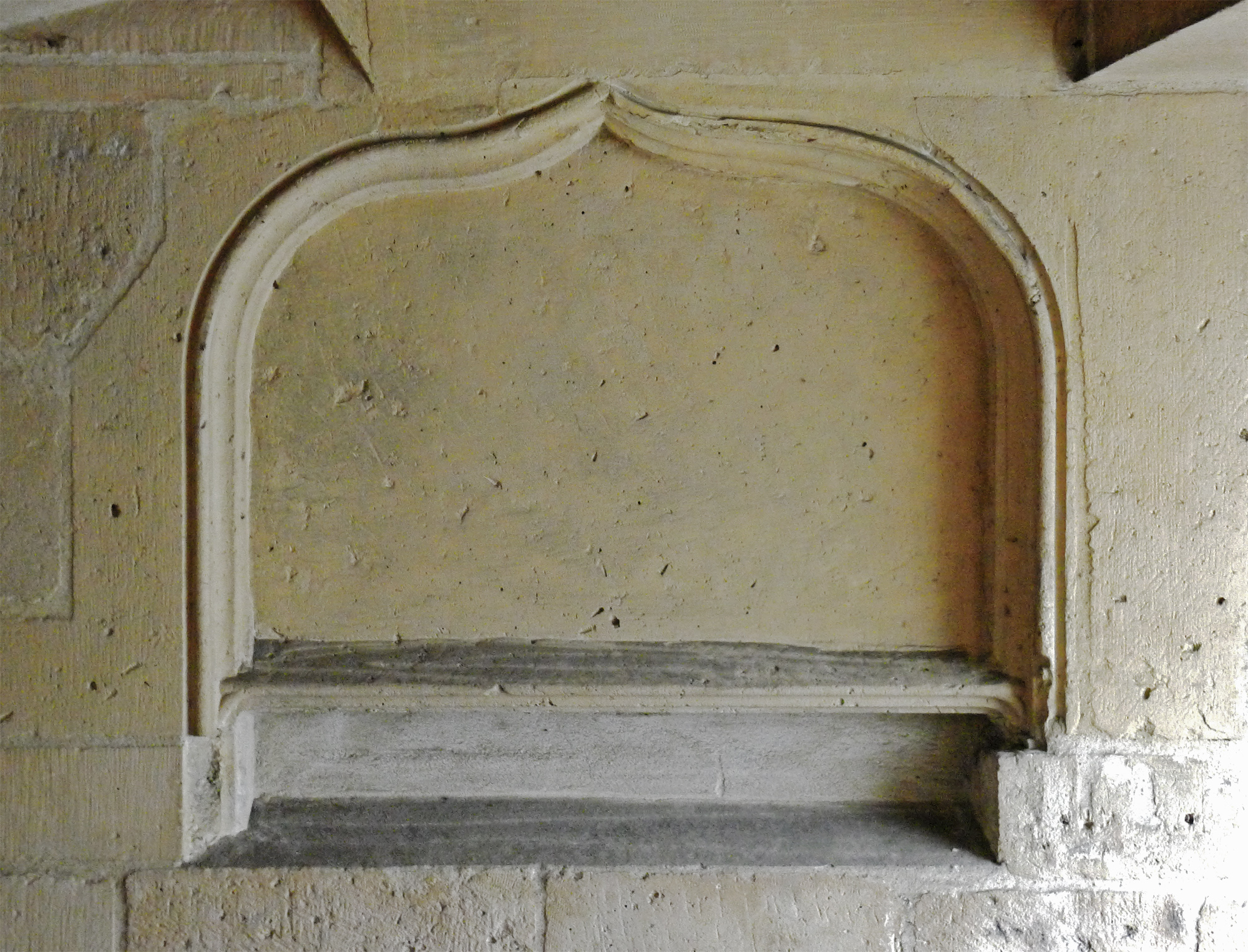
Niche gothique.

- Le décor végétal de la voûte d'escalier : pot central d'où partent des branches de chêne, sur lesquelles grimpe du houblon, rejointes par des branches d'aubépine naissant des murs.

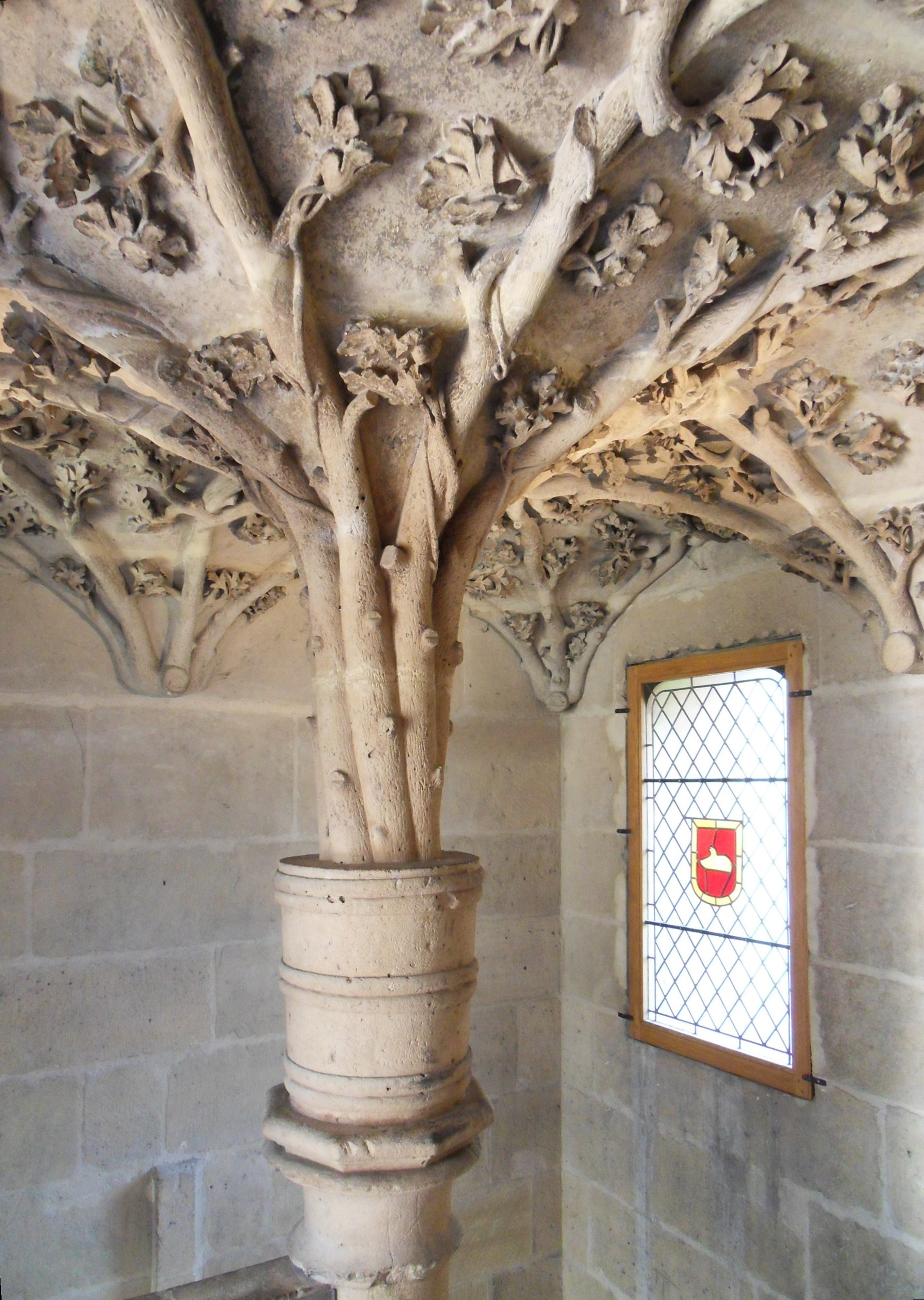
La voûte de l'escalier.
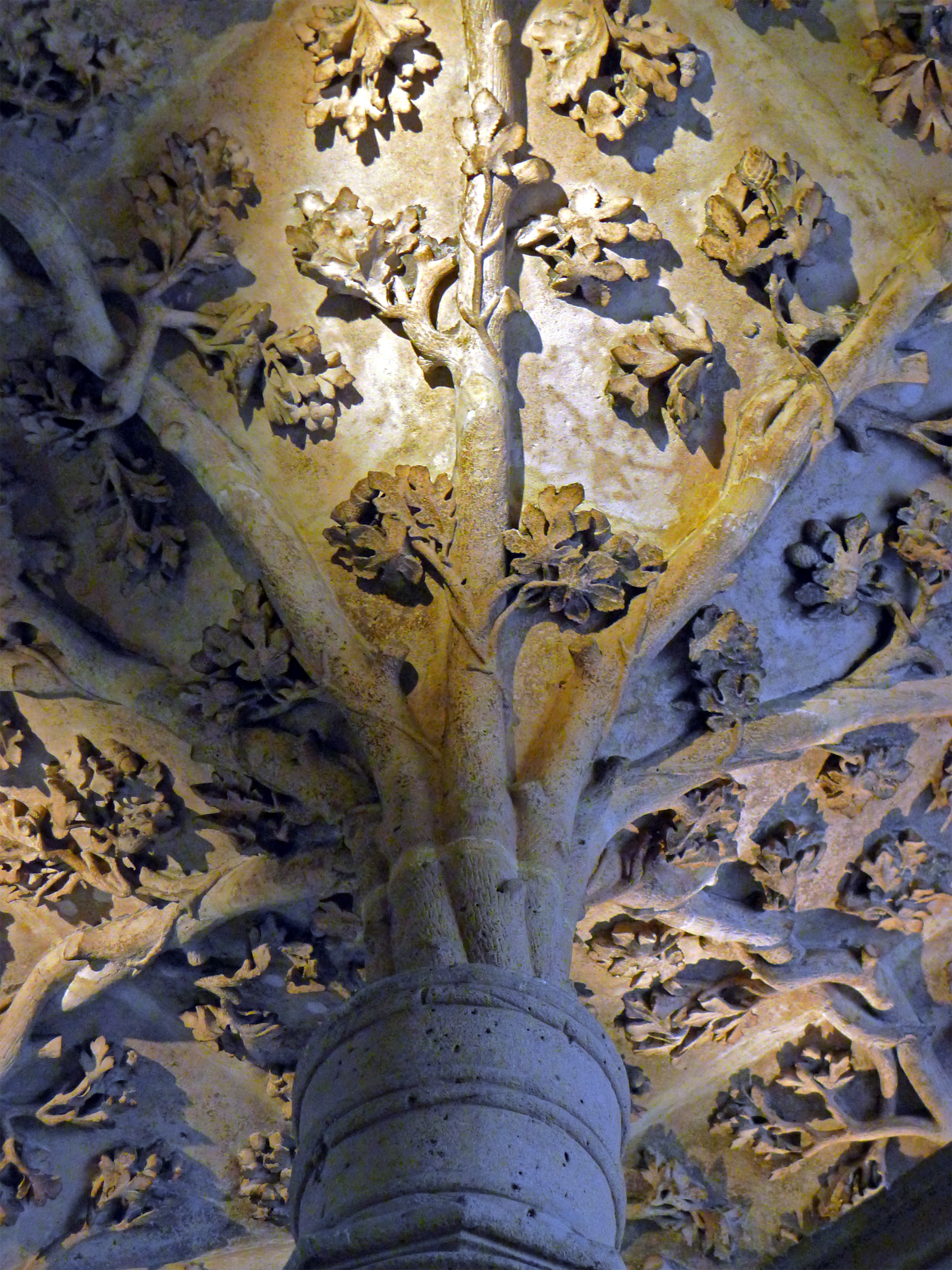
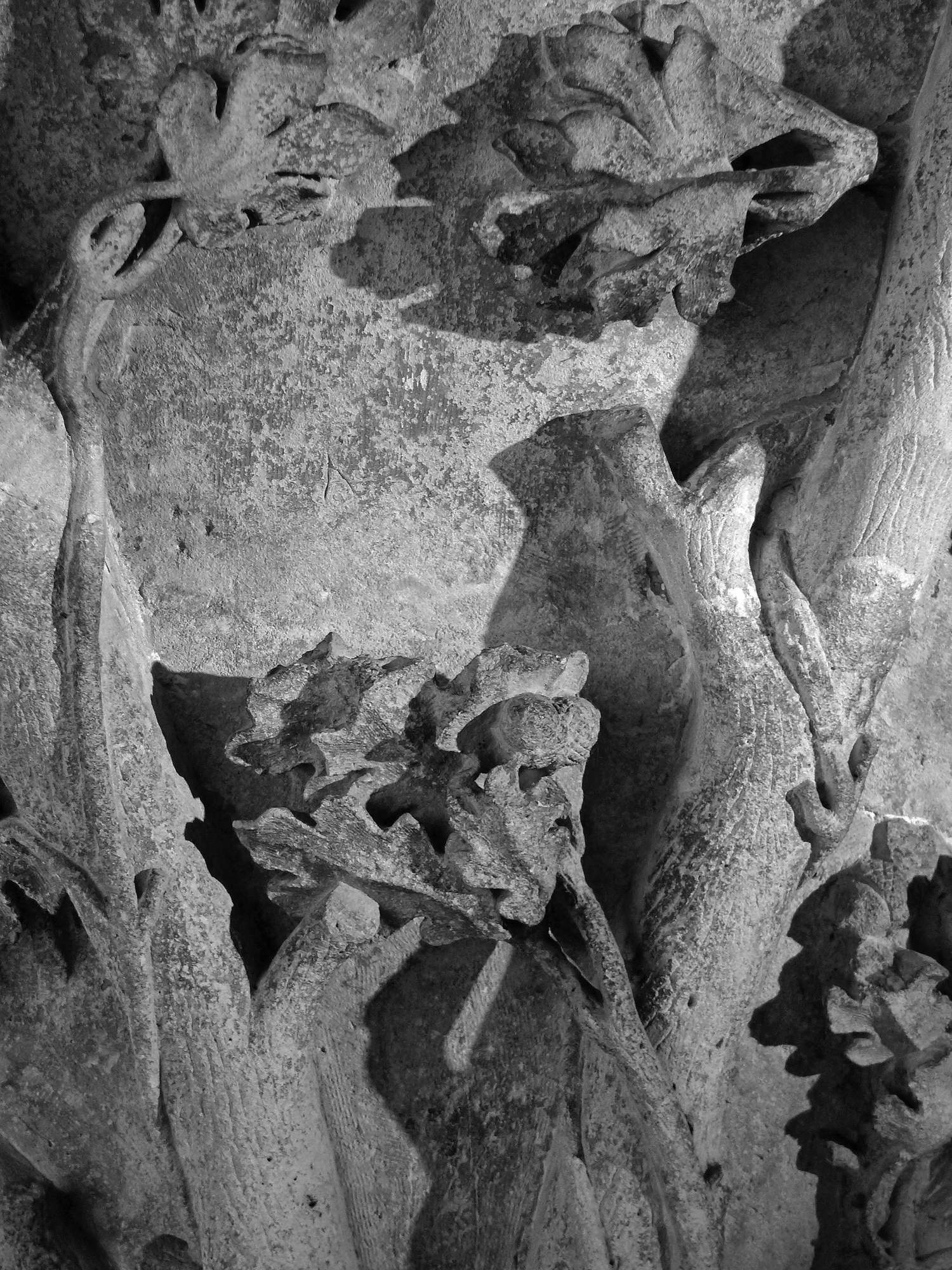
Détail.

- Le trône et la salle de réunion de Jean sans Peur.

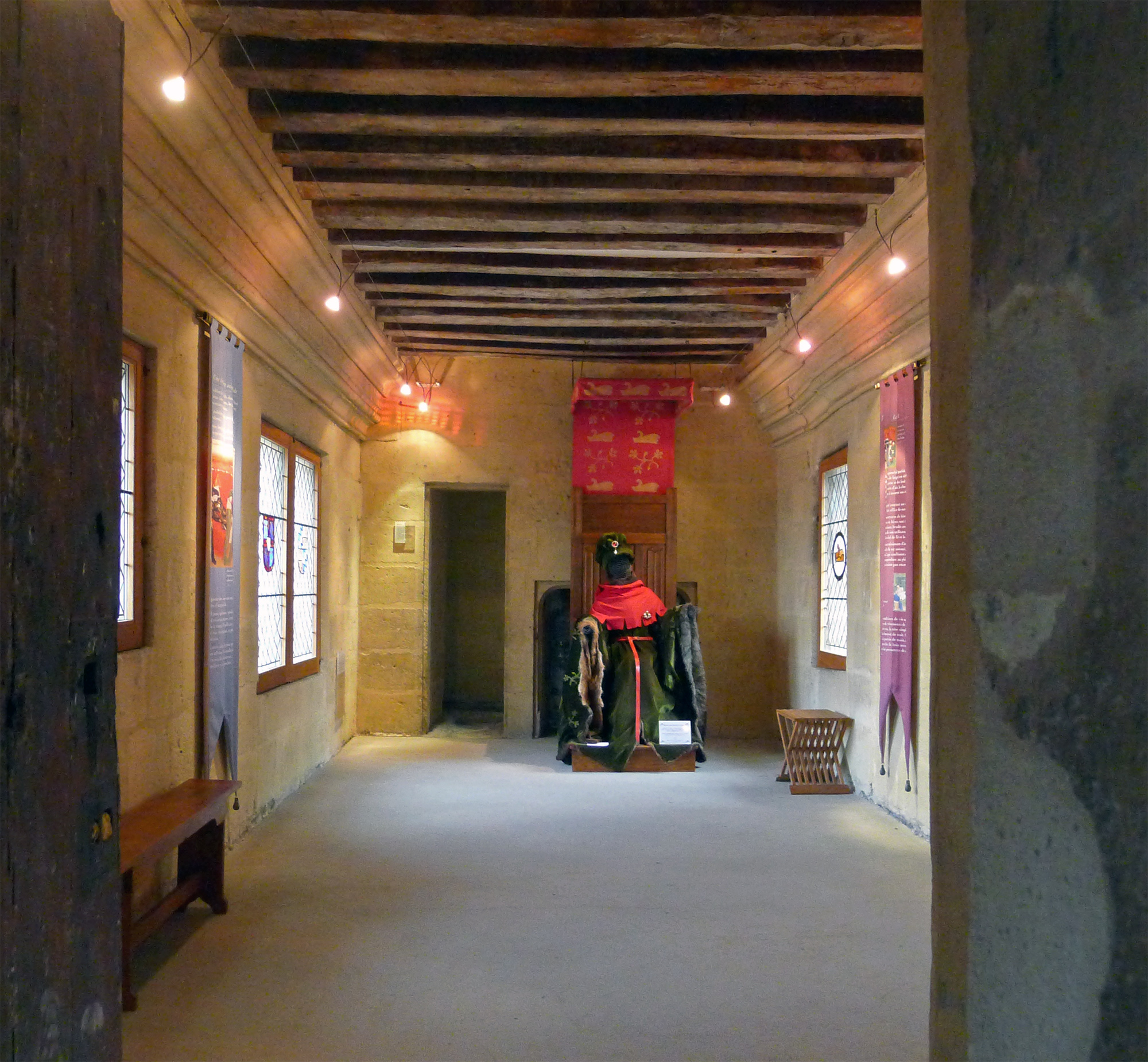
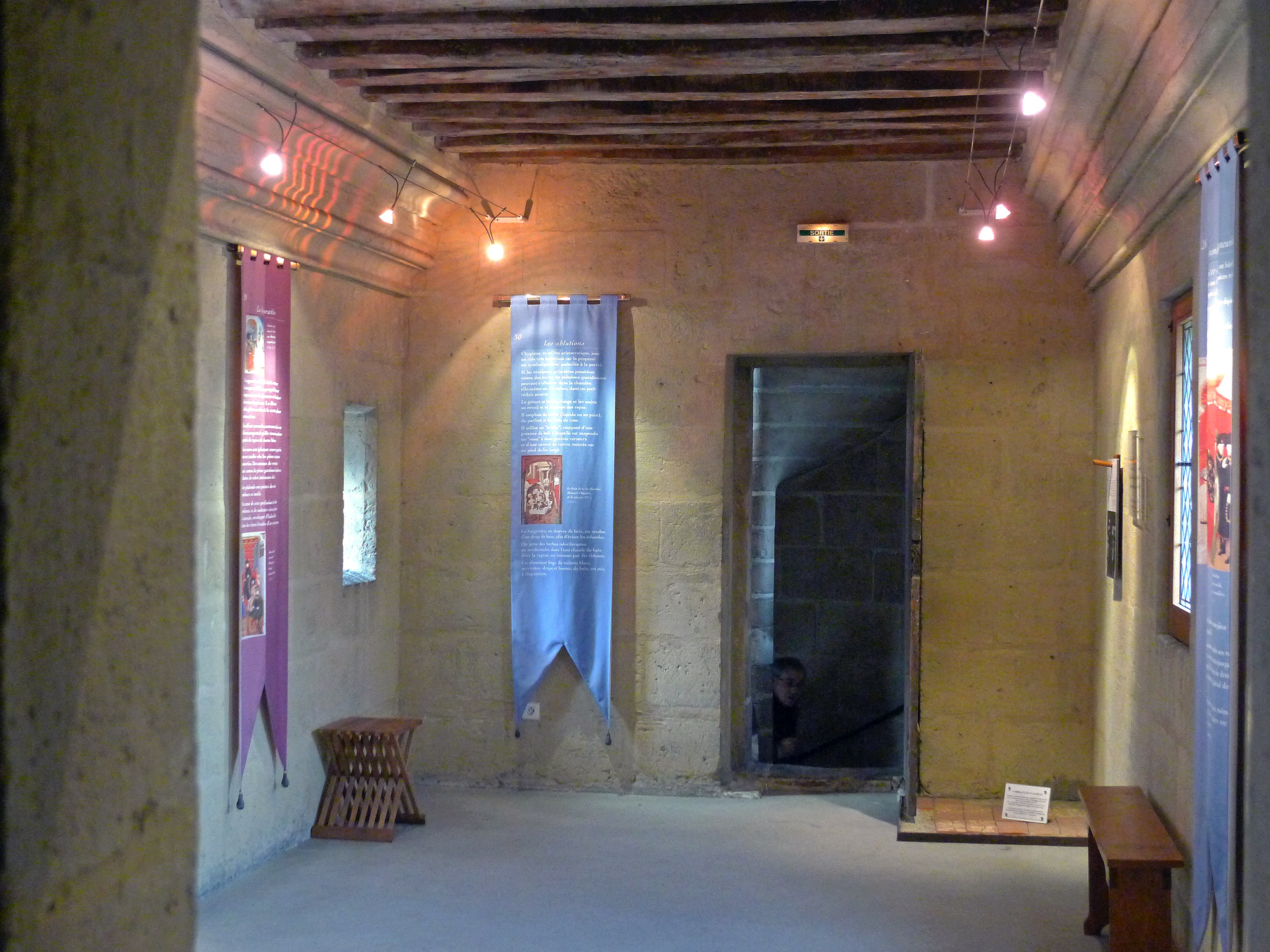
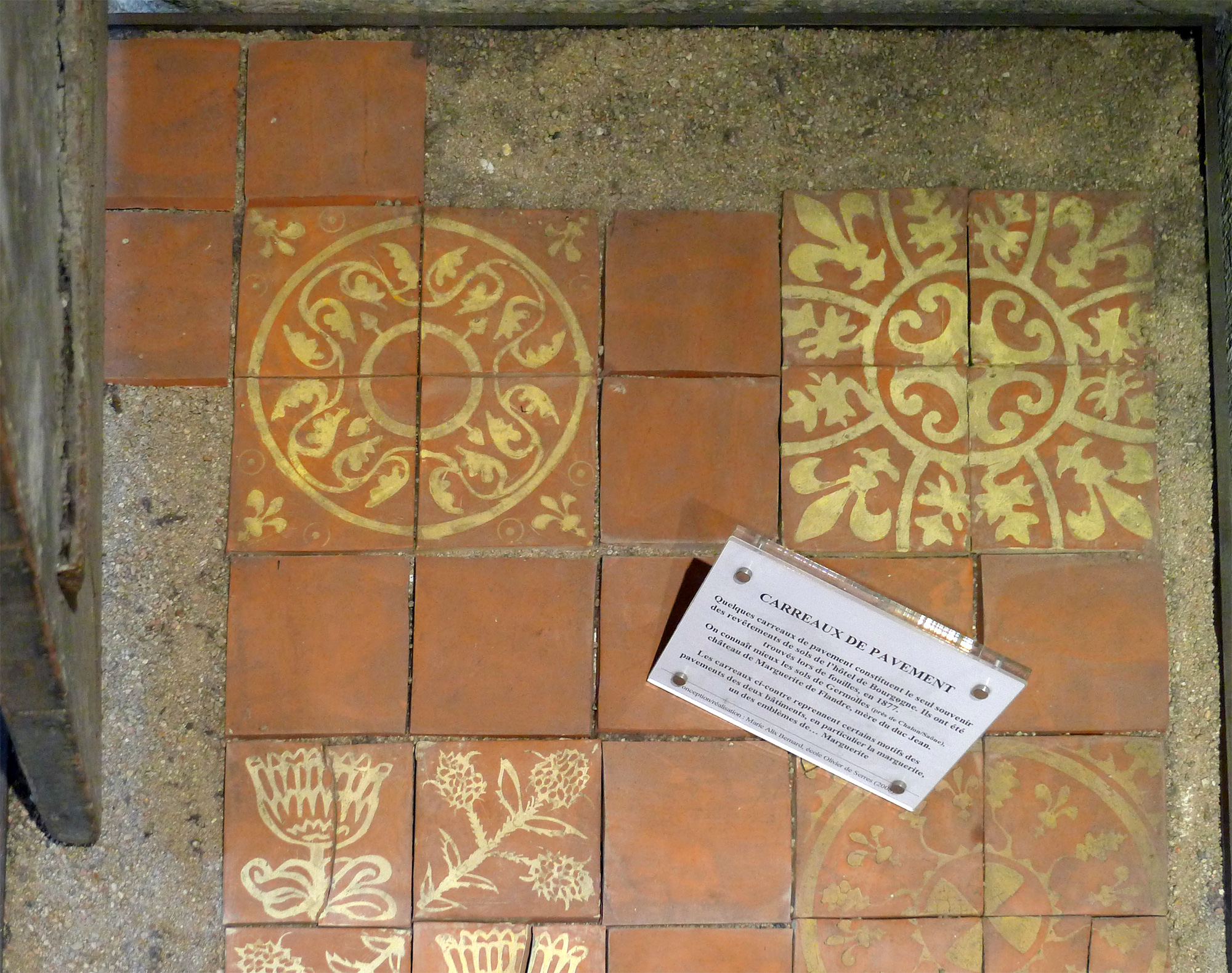
Carreaux de sol de la salle du trône.

- La reconstitution des latrines, les plus anciennes de Paris, dont était dotée chaque chambre. Contrairement à celles des époques précédentes, elles ne débouchaient pas sur l'extérieur, mais disposaient d'un conduit dans l'épaisseur du mur, aboutissant à une fosse en sous-sol. Elles étaient chauffées par le revers de la cheminée de la chambre.

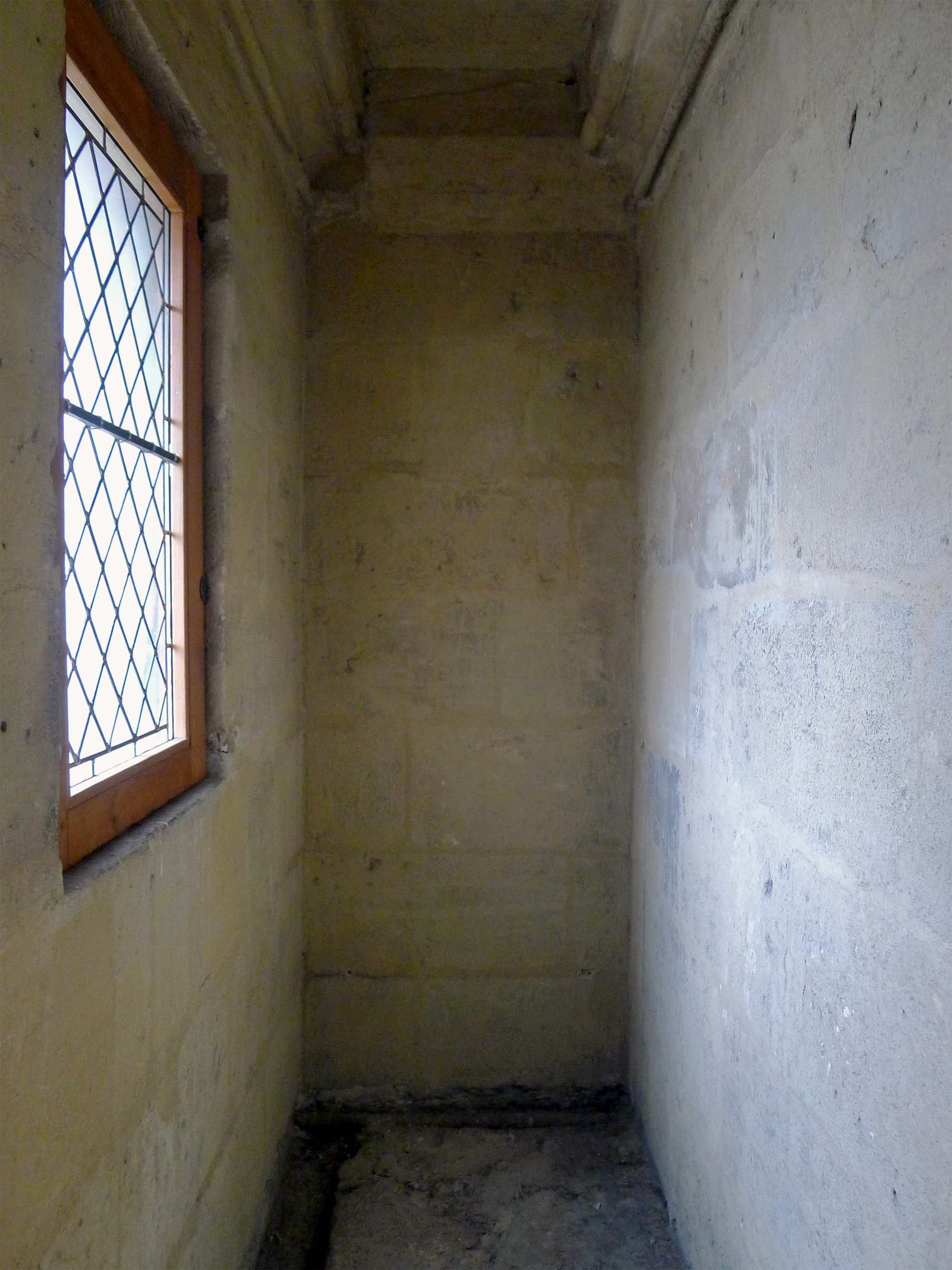
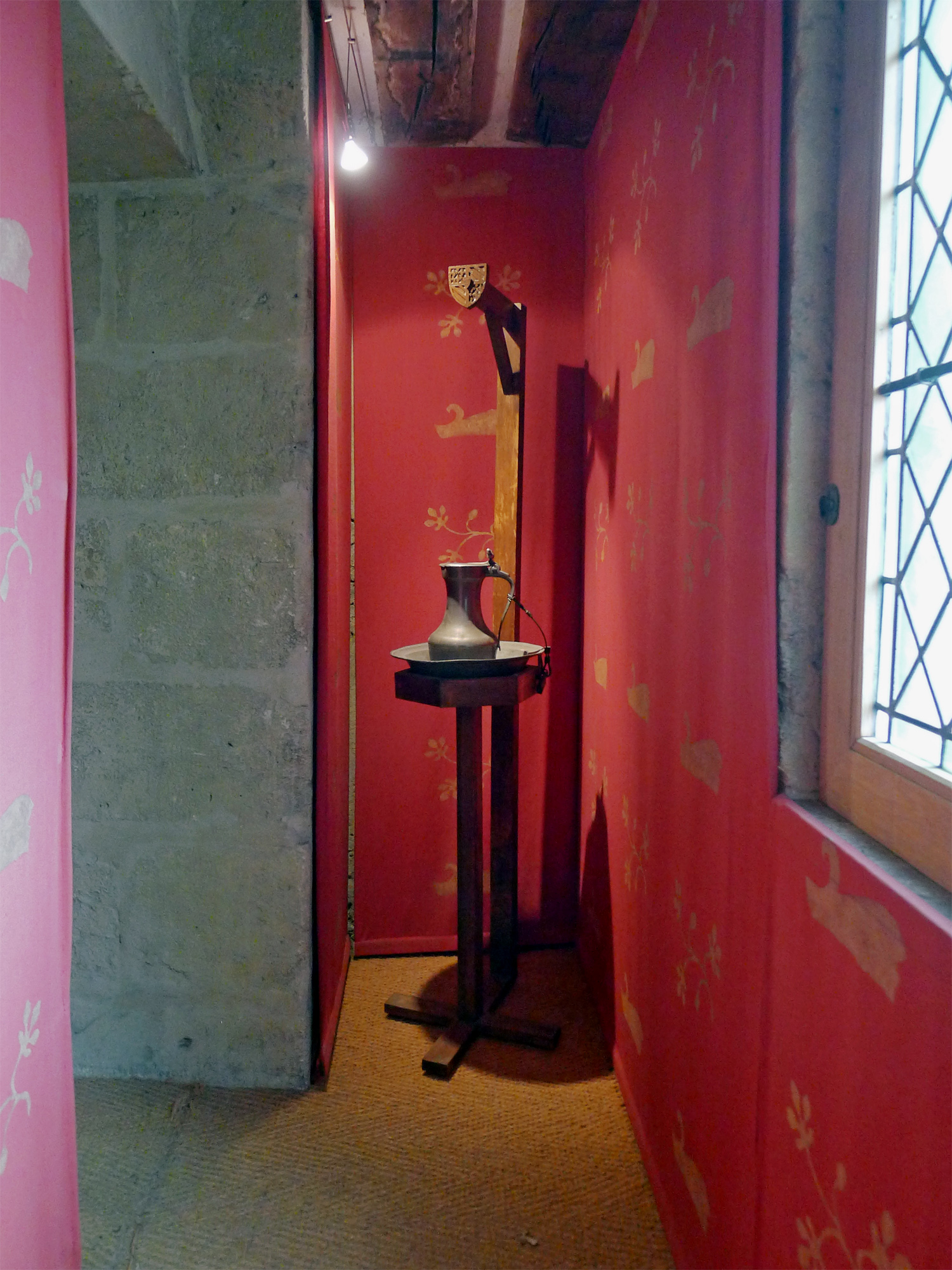
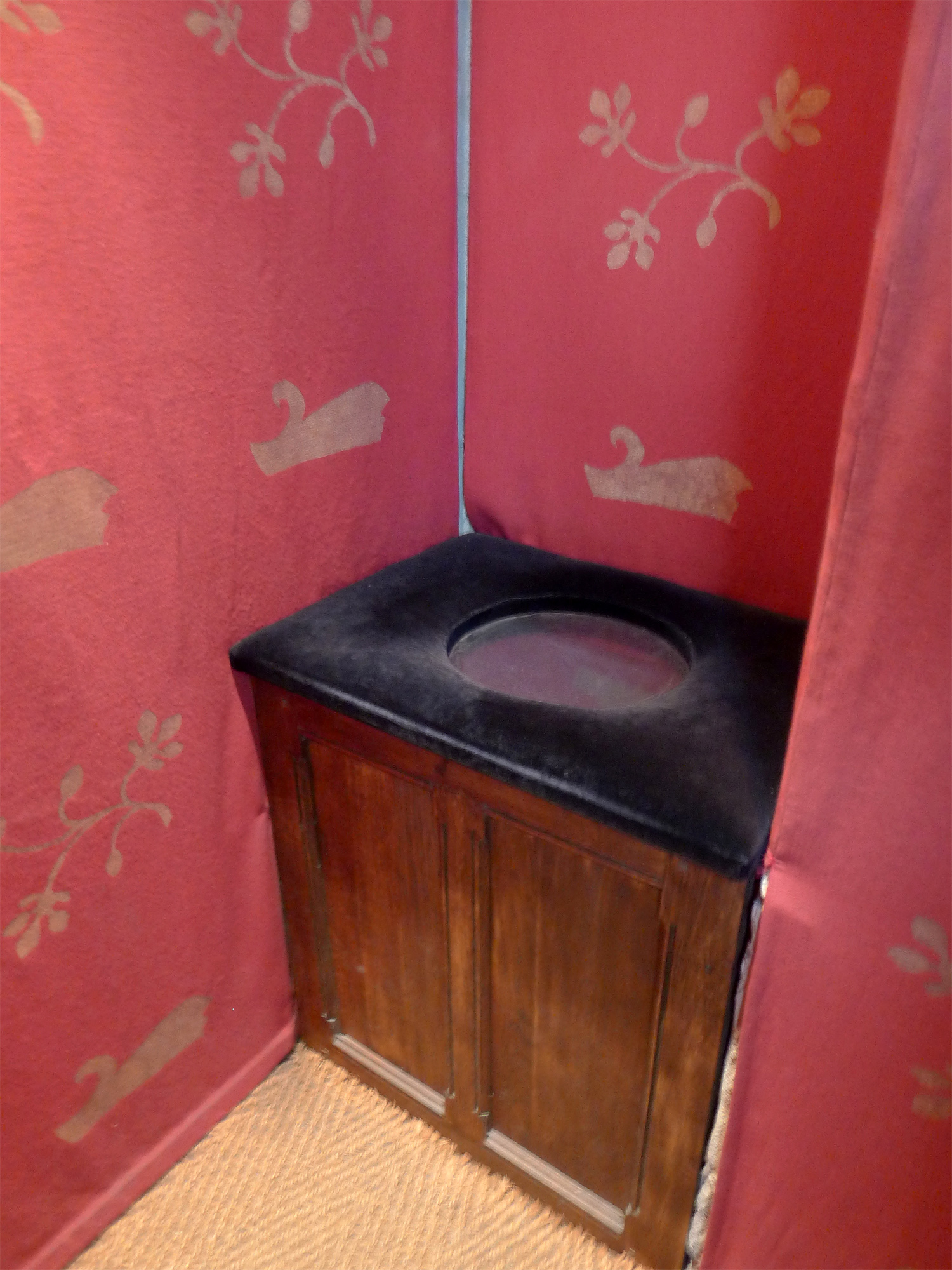

- Les éléments de charpente visibles au dernier étage.

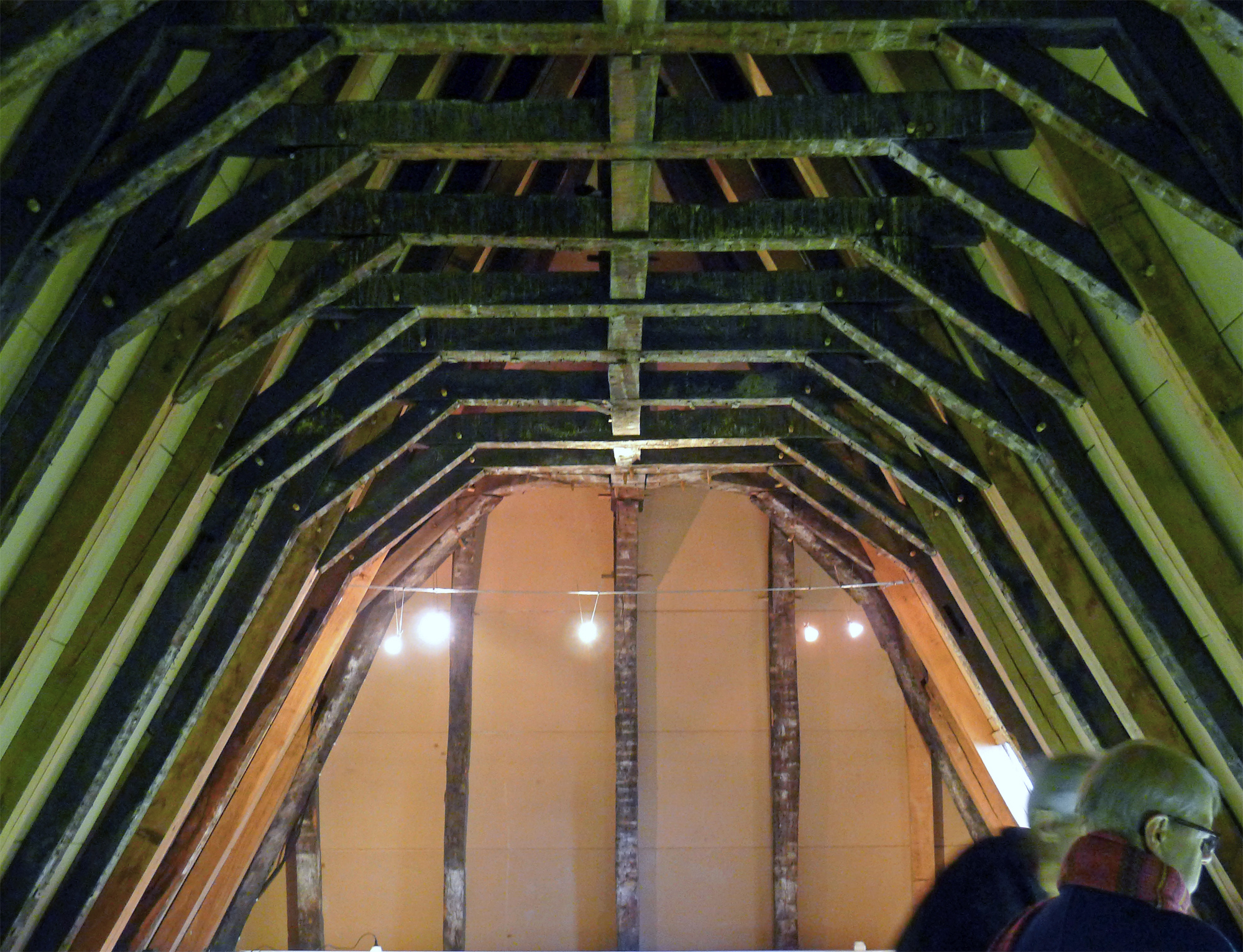
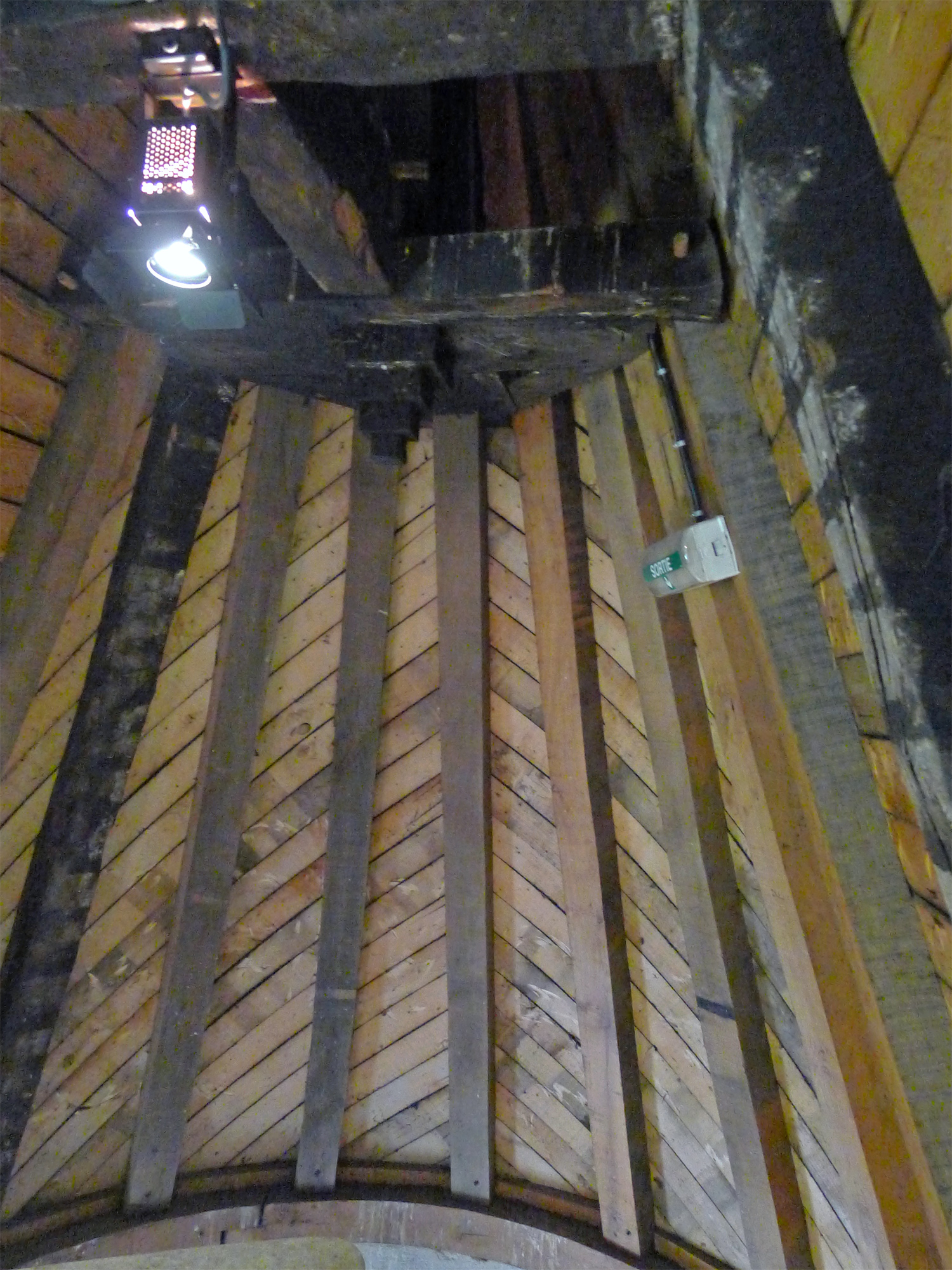
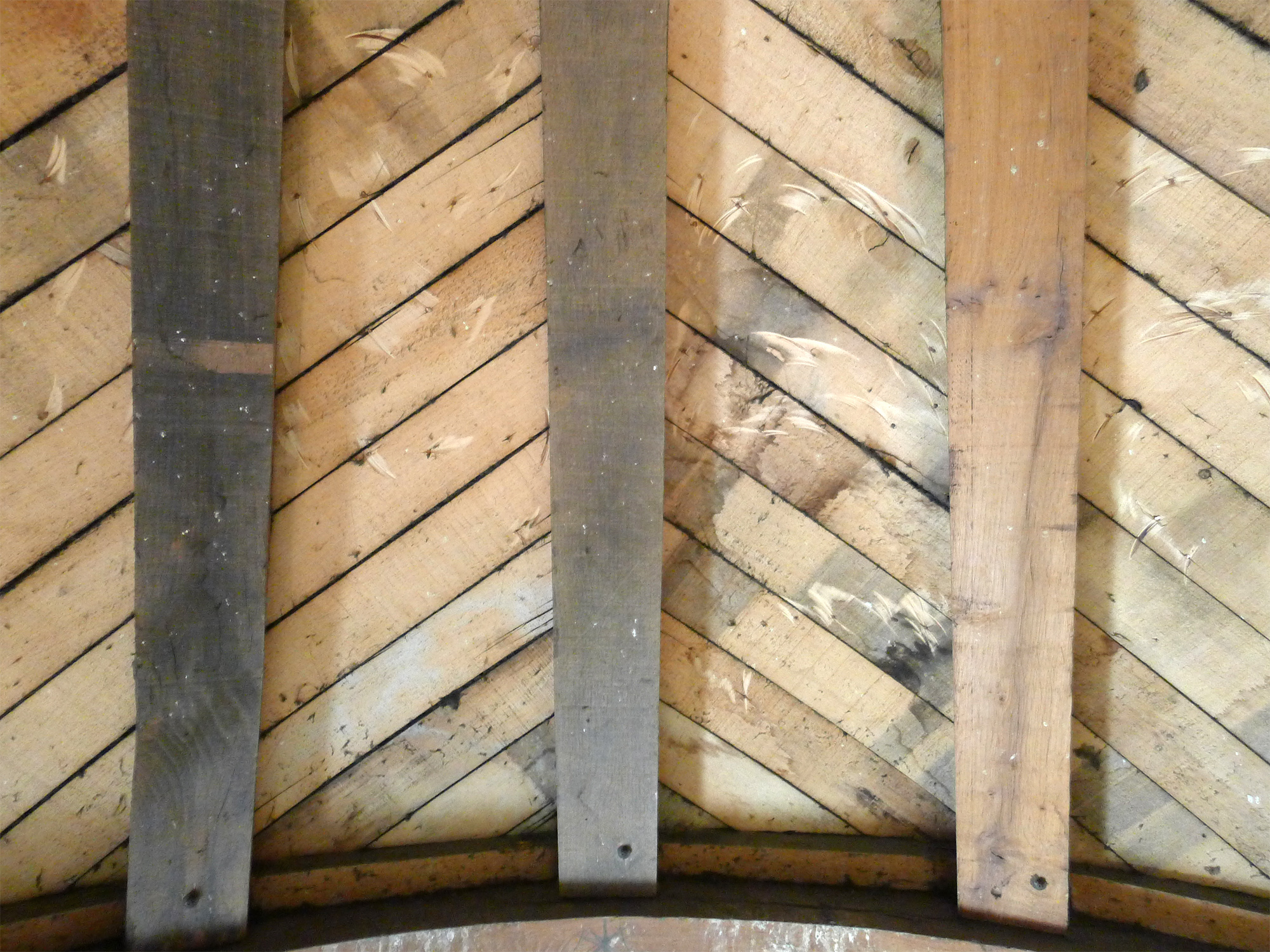

### Sources anciennes
- Henry Gaillard, La Tour de Jean sans Peur, Paris, Édouard Dentu, 1877, 191 p.
- Alfred Perrault-Dabot, L'Hôtel de Bourgogne et la Tour de Jean sans Peur à Paris, Paris, Henri Laurens, 1902, 33 p.
- Alfred Perrault-Dabot, « Historique de l'hôtel d'Artois devenu hôtel de Bourgogne et son dernier débris, la tour de Jean sans Peur et le berceau de la Comédie-Française, rue Étienne-Marcel à Paris », L'Ami des monuments et des arts, vol. 16, nos 92-93,‎ 1902, p. 325–329 (lire en ligne).

### Sources contemporaines
- Jean Mesqui, « Paris : Tour Jean-sans-Peur », dans Île-de-France gothique, vol. 2 : Les demeures seigneuriales, Paris, Picard, coll. « Les Monuments de la France gothique », 1988, 399 p. (ISBN 2-7084-0374-5), p. 269–275.
- Philippe Plagnieux, « La tour « Jean sans Peur », une épave de la résidence parisienne des ducs de Bourgogne », Histoire de l'art, nos 1-2 « Architecture »,‎ 1988, p. 11–20 (DOI 10.3406/hista.1988.1625, lire en ligne).